# Saison 2019 de l'équipe cycliste Groupama-FDJ
La saison 2019 de l'équipe cycliste Groupama-FDJ est la vingt-troisième de cette équipe.

## Préparation de la saison 2019

### Sponsors et financement de l'équipe
Depuis sa création en 1997, l'équipe appartient à la Française des jeux, entreprise publique française de jeux de loterie et de paris sportifs, via une filiale, la Société de Gestion de l'Échappée,. L'entité est dirigée depuis ses débuts par Marc Madiot.  En fin d'année 2017, la société d'assurance Groupama s'engage en tant que sponsor pour trois ans (2018 à 2020). Alors que la FDJ réduit son apport financier à l'équipe, l'arrivée de Groupama, dont le financement est équivalent à celui de FDJ, permet d'accroître de 30% le budget de l'équipe (selon le journal L'Équipe, celui-ci passerait de 16 millions d'euros environ à une vingtaine de millions d'euros),. En 2019, une équipe continentale formatrice est créée et porte le nom de Groupama-FDJ Continental,.

### Arrivées et départs
| Arrivées        | Équipe 2018 |
| --------------- | ----------- |
| Kilian Frankiny | BMC Racing  |
| Stefan Küng     | BMC Racing  |
| Miles Scotson   | BMC Racing  |

| Départs        | Équipe 2018              |
| -------------- | ------------------------ |
| Davide Cimolai | Israël Cycling Academy   |
| Jérémy Roy     | Retraite                 |
| Arthur Vichot  | Vital Concept-B&B Hotels |

## Coureurs et encadrement technique

### Effectif
| Cycliste              | Date de naissance | Nationalité | Équipe 2018              |  |
| --------------------- | ----------------- | ----------- | ------------------------ |  |
| Bruno Armirail        | 11 avril 1994     | France      | Groupama-FDJ             |  |
| William Bonnet        | 25 juin 1982      | France      | Groupama-FDJ             |  |
| Mickaël Delage        | 6 août 1985       | France      | Groupama-FDJ             |  |
| Arnaud Démare         | 26 août 1991      | France      | Groupama-FDJ             |  |
| Antoine Duchesne      | 12 septembre 1991 | Canada      | Groupama-FDJ             |  |
| Kilian Frankiny       | 26 janvier 1994   | Suisse      | BMC Racing               |  |
| David Gaudu           | 10 octobre 1996   | France      | Groupama-FDJ             |  |
| Kevin Geniets         | 9 janvier 1997    | Luxembourg  | Chambéry CF              |  |
| Jacopo Guarnieri      | 14 août 1987      | Italie      | Groupama-FDJ             |  |
| Daniel Hoelgaard      | 1er juin 1993     | Norvège     | Groupama-FDJ             |  |
| Ignatas Konovalovas   | 8 décembre 1985   | Lituanie    | Groupama-FDJ             |  |
| Stefan Küng           | 16 novembre 1993  | Suisse      | BMC Racing               |  |
| Matthieu Ladagnous    | 12 décembre 1984  | France      | Groupama-FDJ             |  |
| Olivier Le Gac        | 27 août 1993      | France      | Groupama-FDJ             |  |
| Tobias Ludvigsson     | 22 février 1991   | Suède       | Groupama-FDJ             |  |
| Valentin Madouas      | 12 juillet 1996   | France      | Groupama-FDJ             |  |
| Rudy Molard           | 17 septembre 1989 | France      | Groupama-FDJ             |  |
| Steve Morabito        | 30 janvier 1983   | Suisse      | Groupama-FDJ             |  |
| Thibaut Pinot         | 29 mai 1990       | France      | Groupama-FDJ             |  |
| Georg Preidler        | 17 juin 1990      | Autriche    | Groupama-FDJ             |  |
| Sébastien Reichenbach | 28 mai 1989       | Suisse      | Groupama-FDJ             |  |
| Anthony Roux          | 18 avril 1987     | France      | Groupama-FDJ             |  |
| Marc Sarreau          | 10 juin 1993      | France      | Groupama-FDJ             |  |
| Miles Scotson         | 18 janvier 1994   | Australie   | BMC Racing               |  |
| Romain Seigle         | 11 octobre 1994   | France      | Groupama-FDJ             |  |
| Ramon Sinkeldam       | 9 février 1989    | Pays-Bas    | Groupama-FDJ             |  |
| Benjamin Thomas       | 12 septembre 1995 | France      | Groupama-FDJ             |  |
| Benoît Vaugrenard     | 5 janvier 1982    | France      | Groupama-FDJ             |  |
| Léo Vincent           | 6 novembre 1995   | France      | Groupama-FDJ             |  |
| Stagiaire             | Date de naissance | Nationalité | Équipe 2019              |  |
| Alexys Brunel         | 10 octobre 1998   | France      | Groupama-FDJ Continental |  |
| Ziga Jerman           | 26 juin 1998      | Slovénie    | Groupama-FDJ Continental |  |
| Matis Louvel          | 19 juillet 1999   | France      | VC Rouen 76              |  |

### Encadrement
Philippe Mauduit intègre l'encadrement de l'équipe pour être présent particulièrement autour de Thibaut Pinot.

## Bilan de la saison

### Victoires
Sur piste
| Date       | Course                                      | Pays   | Classe | Vainqueur       |
| ---------- | ------------------------------------------- | ------ | ------ | --------------- |
| 05/01/2019 | Coupe de France #3 Fenioux - Course scratch | France | C1     | Benjamin Thomas |
| 06/01/2019 | Coupe de France #3 Fenioux - Omnium         | France | C1     | Benjamin Thomas |

Sur route
| Date       | Course                                    | Pays      | Classe | Vainqueur             |
| ---------- | ----------------------------------------- | --------- | ------ | --------------------- |
| 09/02/2019 | 3e étape de l'Étoile de Bessèges          | France    | 2.1    | Marc Sarreau          |
| 22/02/2019 | 3e étape du Tour de l'Algarve             | Portugal  | 2.HC   | Stefan Küng           |
| 24/02/2019 | 3e étape du Tour du Haut-Var              | France    | 2.1    | Thibaut Pinot         |
| 24/02/2019 | Classement général du Tour du Haut-Var    | France    | 2.1    | Thibaut Pinot         |
| 31/03/2019 | Cholet-Pays de la Loire                   | France    | 1.1    | Marc Sarreau          |
| 05/04/2019 | Route Adélie de Vitré                     | France    | 1.1    | Marc Sarreau          |
| 02/05/2019 | 2e étape du Tour de Romandie              | Suisse    | 2.WT   | Stefan Küng           |
| 03/05/2019 | 3e étape du Tour de Romandie              | Suisse    | 2.WT   | David Gaudu           |
| 21/05/2019 | 10e étape du Tour d'Italie                | Italie    | 2.WT   | Arnaud Démare         |
| 26/05/2019 | 3e étape du Tour de l'Ain                 | France    | 2.1    | Thibaut Pinot         |
| 26/05/2019 | Classement général du Tour de l'Ain       | France    | 2.1    | Thibaut Pinot         |
| 21/06/2019 | 2e étape de la Route d'Occitanie          | France    | 2.1    | Arnaud Démare         |
| 23/06/2019 | 4e étape de la Route d'Occitanie          | France    | 2.1    | Arnaud Démare         |
| 26/06/2019 | Championnat de Suisse du contre-la-montre | Suisse    | CN     | Stefan Küng           |
| 27/06/2019 | Championnat de France du contre-la-montre | France    | CN     | Benjamin Thomas       |
| 30/06/2019 | Championnat de Suisse sur route           | Suisse    | CN     | Sébastien Reichenbach |
| 20/07/2019 | 14e étape du Tour de France               | France    | 2.WT   | Thibaut Pinot         |
| 30/07/2019 | 4e étape de la Tour de Wallonie           | Belgique  | 2.HC   | Arnaud Démare         |
| 14/08/2019 | Championnat de Suède du contre-la-montre  | Suède     | CN     | Tobias Ludvigsson     |
| 15/09/2019 | Tour du Doubs                             | France    | 1.1    | Stefan Küng           |
| 18/09/2019 | Contre-la-montre du Tour de Slovaquie     | Slovaquie | 2.1    | Stefan Küng           |
| 20/09/2019 | 3e étape du Tour de Slovaquie             | Slovaquie | 2.1    | Arnaud Démare         |
| 06/10/2019 | Tour de Vendée                            | France    | 1.1    | Marc Sarreau          |
| 10/10/2019 | Paris-Bourges                             | France    | 1.1    | Marc Sarreau          |

### Résultats sur les courses majeures
Les tableaux suivants représentent les résultats de l'équipe dans les principales courses du calendrier international (les cinq classiques majeures et les trois grands tours). Pour chaque épreuve est indiqué le meilleur coureur de l'équipe, son classement ainsi que les accessits glanés par Groupama-FDJ sur les courses de trois semaines.

#### Classiques
| Classique            | Milan-San Remo      | Tour des Flandres   | Paris-Roubaix     | Liège-Bastogne-Liège | Tour de Lombardie |
| -------------------- | ------------------- | ------------------- | ----------------- | -------------------- | ----------------- |
| Coureur (classement) | Arnaud Démare (32e) | Arnaud Démare (28e) | Stefan Küng (11e) | David Gaudu (6e)     | Rudy Molard (10e) |

#### Grands tours
| Grand tour           | Tour d'Italie                      | Tour de France                     | Tour d'Espagne        |
| -------------------- | ---------------------------------- | ---------------------------------- | --------------------- |
| Coureur (classement) | Valentin Madouas (13e)             | David Gaudu (13e)                  | Kilian Frankiny (21e) |
| Accessits            | 1 victoire d'étape (Arnaud Démare) | 1 victoire d'étape (Thibaut Pinot) | -                     |